# Суперкубок Лібертадорес
Суперкубок Лібертадорес (ісп. і порт. Supercopa Libertadores), також відомий як Суперкубок Жоау Авеланжа (ісп. і порт. Supercopa João Havelange) і Південноамериканський суперкубок (ісп. Supercopa Sudamericana, порт. Supercopa Sul-americana) — міжнародний футбольний турнір серед клубів Південної Америки. Проводився щорічно в 1988–1997 (всього — 10 розіграшів) роках.

## Історія
Турнір був організований у зв'язку з успіхом Кубка Лібертадорес і в наслідування Європі, де проводилися три популярних міжнародних клубних турніри, а не один, як у Південній Америці. В організації подібного турніру були зацікавлені і самі клуби, так в національних першостях повні трибуни збиралися лише на матчах, де один з одним грали гранди. Водночас скопіювати формат європейського Кубка володарів кубків не представлялося можливим, оскільки у Південній Америці були відсутні національні кубкові турніри. Організувати аналог Кубка УЄФА також було не можна, оскільки в Кубку Лібертадорес грали не лише національні чемпіони, а й віце-чемпіони. У результаті було прийнято рішення об'єднати в Суперкубку клуби, які коли-небудь перемагали в Кубку Лібертадорес. Таким чином, переможець цього кубка отримував «вічну» прописку в турнірі.
Суперкубок піддавався гострій критиці. Багато фахівців вважали, що це змагання нікому не потрібно та створено штучно. Однак незабаром турнір набрав популярність, оскільки в ньому брали участь лише найсильніші та найвідоміші клуби Південної Америки. Власне, таким чином в Південній Америці була реалізована ідея континентальної Суперліги.
Спочатку Суперкубок розігрувався за олімпійською системою. В 1995 і 1996 роках у зв'язку з непарною кількістю учасників у першому раунді деякі команди були об'єднані в групи по три клуби, з яких у подальшу стадію виходила пара найкращих. В 1997 році 16 команд основної сітки на першому етапі з'ясовували стосунки в групах.
В 1998 турнір не був проведений, оскільки клуби не змогли домовитися про дати проведення матчів і Суперкубок припинив своє існування. Були спроби врятувати турнір, організувавши змагання переможців Суперкубка, але вони не увінчалися успіхом.
Своєрідними наступниками Суперкубка Лібертадорес стали, в першу чергу Кубок Меркосур, а також Кубок Мерконорте.

## Фінали
| Сезон      | Переможець                    | Рахунок          | Фіналіст                    |
| ---------- | ----------------------------- | ---------------- | --------------------------- |
| 1988 Огляд | Расинг (Авельянеда)           | 2:1,1:1          | Крузейро (Белу-Оризонті)    |
| 1989 Огляд | Бока Хуніорс (Буенос-Айрес)   | 0:0,0:0 (п. 5:3) | Індепендьєнте (Авельянеда)  |
| 1990 Огляд | Олімпія (Асунсьйон)           | 3:0,3:3          | Насьональ (Монтевідео)      |
| 1991 Огляд | Крузейро (Белу-Оризонті)      | 0:2,3:0          | Рівер Плейт (Буенос-Айрес)  |
| 1992 Огляд | Крузейро (Белу-Оризонті)      | 4:0,0:1          | Расинг (Авельянеда)         |
| 1993 Огляд | Сан-Паулу (Сан-Паулу)         | 2:2,2:2 (п. 5:3) | Фламенго (Ріо-де-Жанейро)   |
| 1994 Огляд | Індепендьєнте (Авельянеда)    | 1:1,1:0          | Бока Хуніорс (Буенос-Айрес) |
| 1995 Огляд | Індепендьєнте (Авельянеда)    | 2:0,0:1          | Фламенго (Ріо-де-Жанейро)   |
| 1996 Огляд | Велес Сарсфілд (Буенос-Айрес) | 1:0,2:0          | Крузейро (Белу-Оризонті)    |
| 1997 Огляд | Рівер Плейт (Буенос-Айрес)    | 0:0,2:1          | Сан-Паулу (Сан-Паулу)       |

## Переможці та фіналісти
| Клуб                          | П | Ф | Роки                 |
| ----------------------------- | - | - | -------------------- |
| Крузейро (Белу-Оризонті)      | 2 | 4 | 1988,1991,1992, 1996 |
| Індепендьєнте (Авельянеда)    | 2 | 3 | 1989,1994,1995       |
| Расинг (Авельянеда)           | 1 | 2 | 1988, 1992           |
| Бока Хуніорс (Буенос-Айрес)   | 1 | 2 | 1989, 1994           |
| Сан-Паулу (Сан-Паулу)         | 1 | 2 | 1993, 1997           |
| Рівер Плейт (Буенос-Айрес)    | 1 | 2 | 1991,1997            |
| Олімпія (Асунсьйон)           | 1 | 1 | 1990                 |
| Велес Сарсфілд (Буенос-Айрес) | 1 | 1 | 1996                 |
| Фламенго (Ріо-де-Жанейро)     |   | 2 | 1993, 1995           |
| Насьональ (Монтевідео)        |   | 1 | 1990                 |

### По країнах
| Країна    | П | Ф  |
| --------- | - | -- |
| Аргентина | 6 | 10 |
| Бразилія  | 3 | 8  |
| Парагвай  | 1 | 1  |
| Уругвай   |   | 1  |

## Цікаві факти
- Роналдо здобув популярність на міжнародній арені саме завдяки Суперкубку. В 1993, коли йому було 16 років, він став найкращим бомбардиром розіграшу (8 м'ячів) у складі «Крузейро».

- В 1997 до числа учасників був доданий клуб «Васко да Гама», хоча він виграв Кубок Лібертадорес лише в 1998, проте був переможцем клубного чемпіонату Південної Америки, розіграного один раз — в 1948 в Сантьяго. Цей турнір був офіційно визнаний КОНМЕБОЛ попередником Кубка Лібертадорес.

- Єдиними клубами, які представляють не Аргентину та Бразилію і досягли фіналу Суперкубка, стали парагвайська «Олімпія» і уругвайський «Насьйональ», які зустрілися у фіналі турніру 1990 року. Перемогу здобув парагвайський клуб.

- Оскільки звичну для європейців назву Суперкубок цей повноцінний турнір вже назавжди закріпив за собою, реальний турнір з відповідним форматом (тобто, коли стосунки з'ясовують номінанти минулого сезону) вже не можна назвати Суперкубок Південної Америки і він отримав назву Рекопа Південної Америки.